# Pniów (województwo śląskie)
Pniów (niem. Pniow) – wieś sołecka w Polsce, położona w województwie śląskim, w powiecie gliwickim, w gminie Toszek.
W latach 1975–1998 wieś położona była w województwie katowickim.

## Nazwa
W księdze łacińskiej Liber fundationis episcopatus Vratislaviensis (pol. Księga uposażeń biskupstwa wrocławskiego) spisanej za czasów biskupa Henryka z Wierzbna w latach 1295–1305 miejscowość wymieniona jest w zlatynizowanej formie Pnow.
W okresie hitlerowskiego reżimu w latach 1936-1945 w ramach germanizacji zmieniono nazwę miejscowości na całkowicie niemiecką Schrotkirch.

## Integralne części wsi
| SIMC    | Nazwa       | Rodzaj  |
| ------- | ----------- | ------- |
| 0222670 | Srocza Góra | kolonia |

## Zabytki
Do 1956 roku stał tu drewniany kościół św. Wacława.

## Edukacja
- Szkoła podstawowa w Pniowie

## Transport
Transport zbiorowy w Gminie Toszek organizuje PKS Gliwice. Również przez Pniów przebiega trasa linii 152, relacji Pyskowice Szpitalna – Wielowieś Centrum Przesiadkowe.

## Sport
Na terenie Pniowa funkcjonuje klub sportowy "ULKS Ruch Pniów" prowadzący sekcję tenisa stołwoego. Pierwsza drużyna męska obecnie gra w lidze okręgowej, druga zaś w terenowej. Natomiast drużyna kobiet obecnie gra w II lidze. Zawodnicy rokrocznie uczestniczą w zawodach zarówno powiatowych, jak i wojewódzkich odnosząc w nich sukcesy, a zwłaszcza drużynowe.

## Turystyka
Przez wieś przebiegają szlaki turystyczne:
- – Szlak Powstańców Śląskich
- – Szlak Okrężny Wokół Gliwic